# Loituma
Loituma is een Fins kwartet dat folkmuziek speelt.
De band werd in 1997 tijdens het Kaustinen Folk Music Festival tot groep van het jaar gekozen. Hun bekendste nummer is Ievan Polkka, dat een internet-cult tot stand bracht nadat iemand een videoclip in het nummer had uitgebracht dat bekend werd als het Meisje met de prei. Ook werd het nummer gebruikt voor een reclame voor groene stroom van energiebedrijf Eneco in 2008.